# Phalaenopsis stuartiana
Phalaenopsis stuartiana là một loài lan đặc hữu của đảo Mindanao, Philippines.

## Hình ảnh

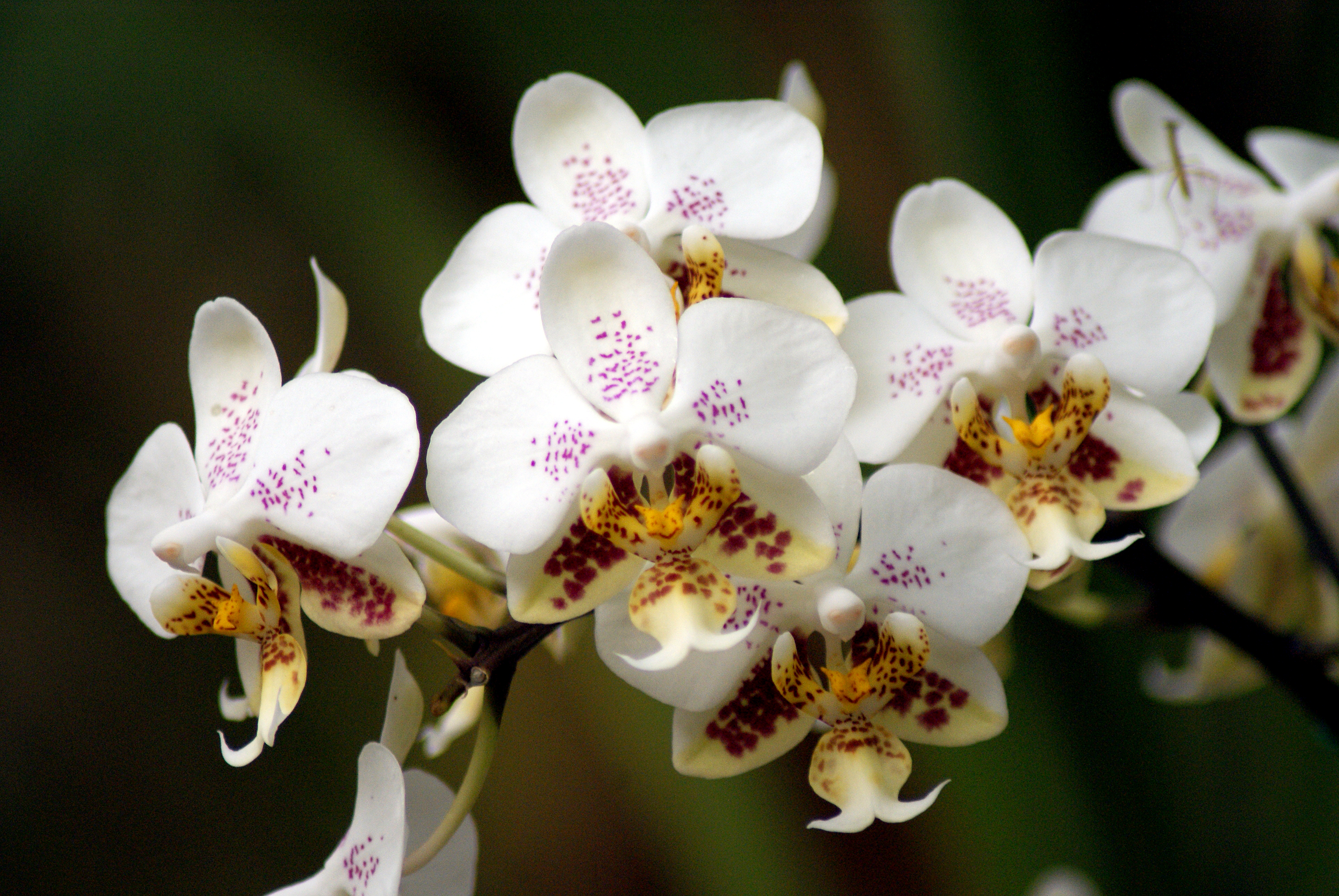
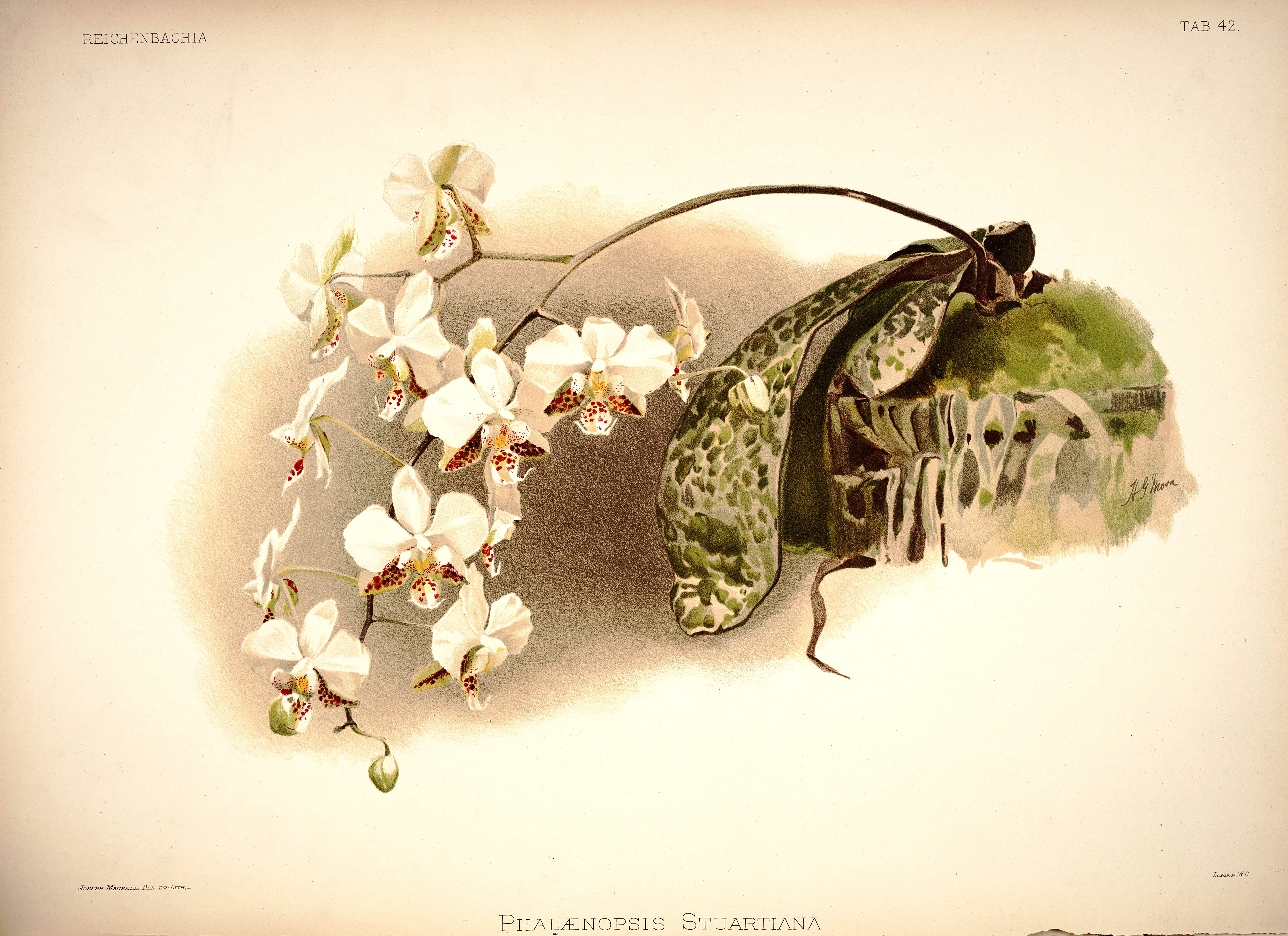
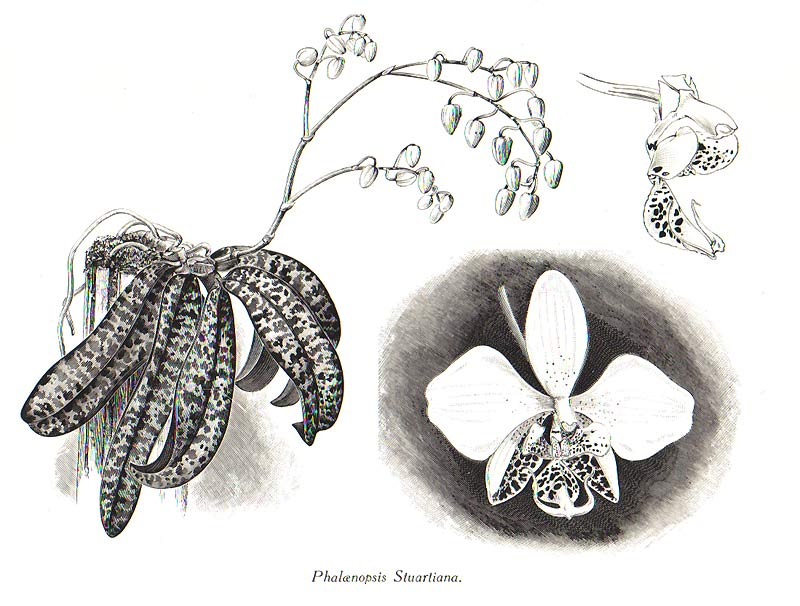
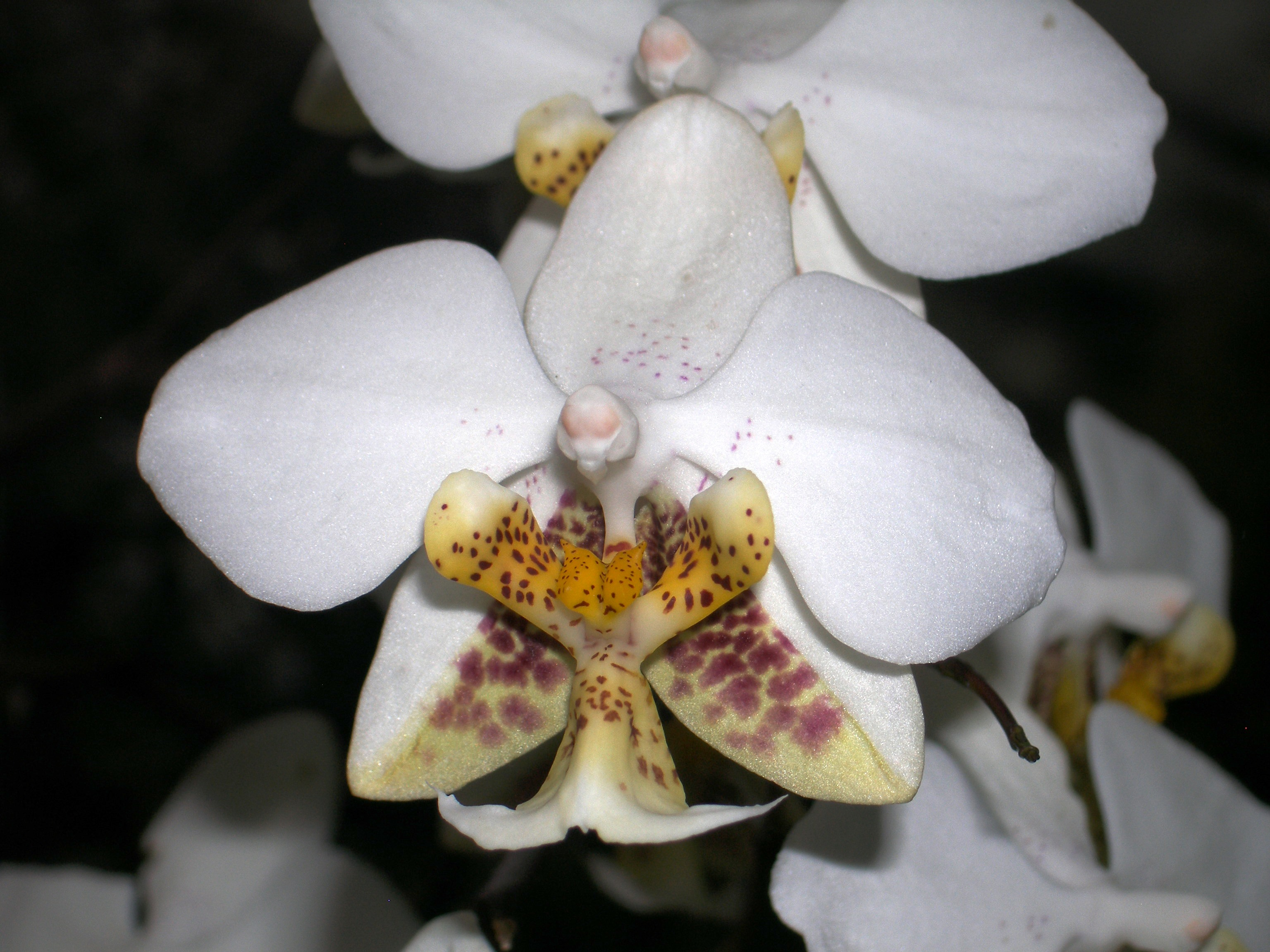